# Cigales
Cigales ist eine nordspanische Kleinstadt und eine Gemeinde (municipio) mit 5.364 Einwohnern (Stand: 2024) in der Provinz Valladolid in der Autonomen Region Kastilien-León. Der Ort ist das Zentrum des Weinbaugebietes „Cigales D. O.“. 

## Lage und Klima
Der Ort Cigales liegt nahe der Autovía A-62 in einer Höhe von ca. 745 m. Die Entfernung zur südlich gelegenen Provinzhauptstadt Valladolid beträgt knapp 15 km (Fahrtstrecke). Das Klima im Winter ist rau, im Sommer dagegen trocken und warm; der eher spärliche Regen (ca. 430 mm/Jahr) fällt überwiegend im Winterhalbjahr.

## Bevölkerungsentwicklung
| Jahr      | 1857  | 1900  | 1950  | 2000  | 2017  |
| Einwohner | 3.908 | 2.260 | 2.249 | 2.802 | 5.067 |

Wegen der Mechanisierung der Landwirtschaft und der Aufgabe bäuerlicher Kleinbetriebe wanderten viele Arbeitskräfte und deren Familien im 20. Jahrhundert in die größeren Städte ab (Landflucht); wegen der Nähe zur Großstadt Valladolid ist die Bevölkerung jedoch seit den 1990er Jahren beträchtlich gewachsen.

## Wirtschaft
Das Umland von Cigales war und ist in hohem Maße landwirtschaftlich geprägt, wobei die Viehzucht traditionell eine weniger wichtige Rolle spielte; der Ort bot die notwendigen regionalen Dienstleistungen in den Bereichen Handwerk und Handel. Cigales ist das Zentrum des kleinen Weinbaugebietes „Cigales“; der Tourismus spielt nur eine untergeordnete Rolle.

## Geschichte
Auf dem Gemeindegebiet wurden jungsteinzeitliche Kleinfunde gemacht. Um 500 v. Chr. war die Gegend von der keltischen Volksgruppe der Vaccäer besiedelt. Im 2. Jahrhundert brachten die Römer weite Teile der Iberischen Halbinsel unter ihre Kontrolle; sie brachten die Kunst des Weinbaus mit. Im 5. Jahrhundert n. Chr. kamen die Vandalen, die jedoch von den Westgoten nach Nordafrika abgedrängt wurden. Im 8. Jahrhundert drangen arabisch-maurische Heere bis weit in den Norden vor, konnten jedoch einige Gebiete (Baskenland, Kantabrien, Asturien) nicht erobern. Bereits im 10. und 11. Jahrhundert wurden sie von christlichen Heeren nach Süden abgedrängt (reconquista), wobei das Tal des Duero lange Zeit die jeweiligen Einflusssphären voneinander abgrenzte. Im Jahr 1110 wird die nördlich des Duero gelegene Ortschaft Cigales erstmals urkundlich erwähnt; im 14., 15. und 16. Jahrhundert gewann sie an Bedeutung.

## Sehenswürdigkeiten

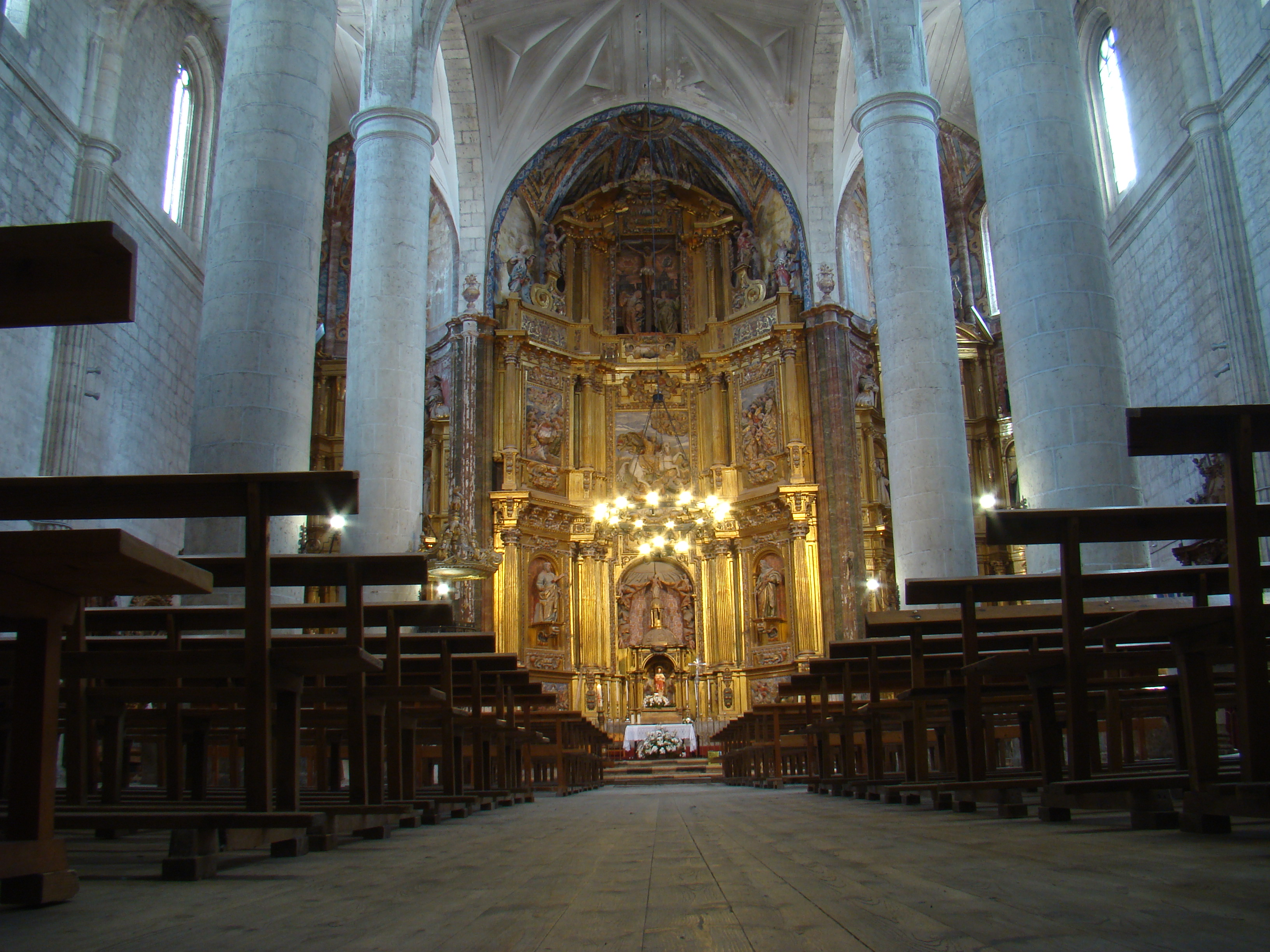
Inneres der Kirche

- Die zweitürmige Iglesia de Santiago ist dem Apostel Jakobus d. Ä. geweiht und wurde in mehreren Bauabschnitten in den Jahren zwischen 1535 und 1772 erbaut. Die schmucklose Westfassade stammt von Rodrigo Gil de Hontañón; das Südportal ist dagegen weitaus stärker gegliedert. Die drei Schiffe (naves) der Hallenkirche sind durch gemauerte Säulen voneinander getrennt; die drei Apsiden sind gleich hoch und gleich tief. Die Mittelapsis zeigt ein klassizistisch-barockes Altarretabel mit einer zentralen Reiterfigur von Santiago Matamoros; die seitlichen Figuren von Petrus und Paulus stammen aus den Händen des Bildhauers Gregorio Fernández. Mehrere kleinere Altäre schmücken die Seitenschiffwände; beachtenswert sind die schmiedeeiserne Kanzel und ein klassizistisches Taufbecken.[7]
- Das im 16. Jahrhundert erbaute Hospital de San Juan Evangelista dient heute als Altersheim.
- Die in Spanien seltene protestantische Kirche San Pablo stammt aus der Zeit kurz nach 1900; während der Franco-Zeit wurde sie geschlossen.
- Einige Adelshäuser (zum Teil mit steinernen Wappen) finden sich über das Stadtgebiet verteilt.
- Einige in das bröselige Felsgestein hineingetriebene Kellergewölbe (bodegas) stehen am Ortsrand.[8]

Umgebung
- Etwa 2 km nordwestlich des Ortes steht die bereits im 14. Jahrhundert erbaute Ermita de Nuestra Señora de Viloria; sie wurde später wiederholt verändert.[9]

## Persönlichkeiten
- María Evangelista Quintero Malfaz (1591–1648), Zisterzienserin und Mystikerin